# Кем (порт)
64°59′00″ пн. ш. 34°47′00″ сх. д. / 64.983333333333° пн. ш. 34.783333333333° сх. д.
Порт Кем — морський порт на Білому морі, розташований у Кемській губі в протоці Кемська Салма у населеному пункті Рабочеостровськ. Час навігації з травня по жовтень. Є причал довжиною 240 м. Може здійснювати прийом морських суден з осадкою до 6,4 м.

## Історія
Помори Кемі здавна ходили в море на рибальських суднах, з 1870-х років пасажирські пароплави Архангельско-Мурманського термінового пароплавства ходили з Онеги і Соловків у Кем, однак портові та пристанські споруди в той час не будувалися, а судна залишалися на рейді, де до них підходили для вивезення вантажів або пасажирів невеликі карбаси.
Перші причальні споруди порту Кемі збудовані у 1888 р. і служили для вивозу продукції Кемського лісозаводу. У 1911 р. за вказівкою російського уряду були проведені дослідження можливості будівництва великого порту в протоці між островами Як і Попов.
В основному в порт Кем приходили іноземні пароплави для навантаження лісу. З початком Першої світової війни і оголошенням Кемського повіту територією, що знаходиться на театрі військових дій, в серпні 1914 р. у порту Кем інтернований німецький пароплав «Taurus», який був перейменований у «Ковду» і переданий Товариству Архангельско-Мурманського термінового пароплавства.
У 1915 р. у зв'язку з тим, що порти Балтійського та Чорного моря не могли забезпечити зв'язок Росії з країнами Європи та Америки через бойові дії на фронтах Першої світової війни, прийнято рішення будівництва залізниці, що зв'язує Петроград з Мурманськом, у тому числі проходить через Кем. Це стало вирішальним значенням для реконструкції порту в Кемі силами відділу торгових портів Міністерства торгівлі і промисловості. Для цих цілей портові споруди Кемського лісопильного заводу, а також сам завод були викуплені в казну. Сполучення між містом і лісопильним заводом здійснювалося невеликим приватним катером.
У Кемському порту була побудована залізнична естакада і залізнична гілка, що з'єднала станції Кем-Пристань зі станцією Кем. Будівництвом відало управління по перевлаштуванню Кемського і Сороцького портів. Всього було споруджено 8 причалів.
З серпня 1918 р. Кемський торговельний порт підпорядковувався Управлінню торгового мореплавання ВПСО.
У 1920 р. Кемський порт перетворений у морське агентство і підпорядкований управлінню морським транспортом Білого моря і Північного Льодовитого океану Центрального управління морського транспорту РРФСР.
Незабаром його знову перейменовано у морський порт, в 1924 р. переданий у відання Комітету з управління Мурманським і Кемським портами Мурманської залізниці.
У 1930-х став приписним портом порту Бєломорськ, що перебував у віданні Біломорканалу.
Під час Другої світової війни через порт Кем проходила евакуація жителів Північної Карелії в тилові райони країни, продукція перевозилася на потреби фронту, доставлялися війська та озброєння.
З 1958 р. порт став підрозділом Кемської сплавної контори тресту Севкареллес, з припиненням сплаву — був переданий у відання Біломорського морського порту Біломорсько-Онезьке пароплавство
З 1965 по 1973 рр. здійснювалися пасажирські рейси пароплава «Окунь» і теплохода «Лермонтов» на лінії Кем — Соловецькі острови. З середини 1990-х по 2012 р. частково функції портового керівицтва виконувала адміністрація Кемського лісозаводу.
В даний час з порту здійснюються тільки пасажирські перевезення на Соловецькі острови теплоходами ТОВ «Причал».
У вересні 2015 р. між Главою Республіки Карелія та компанією «Кемьинвест» підписано угоду про будівництво глибоководного порту в Кемі..

## Галерея

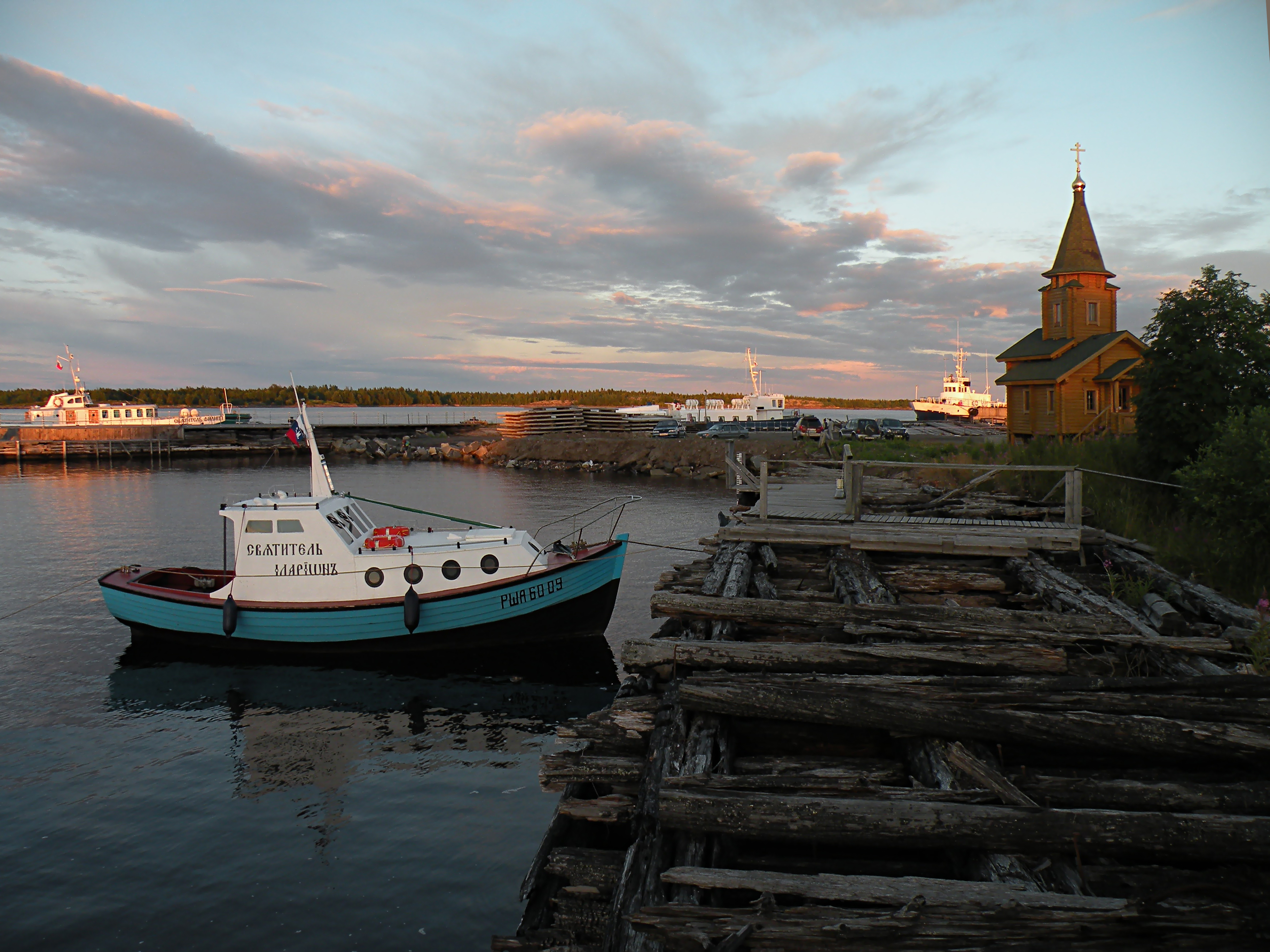
Порт у вечірній час
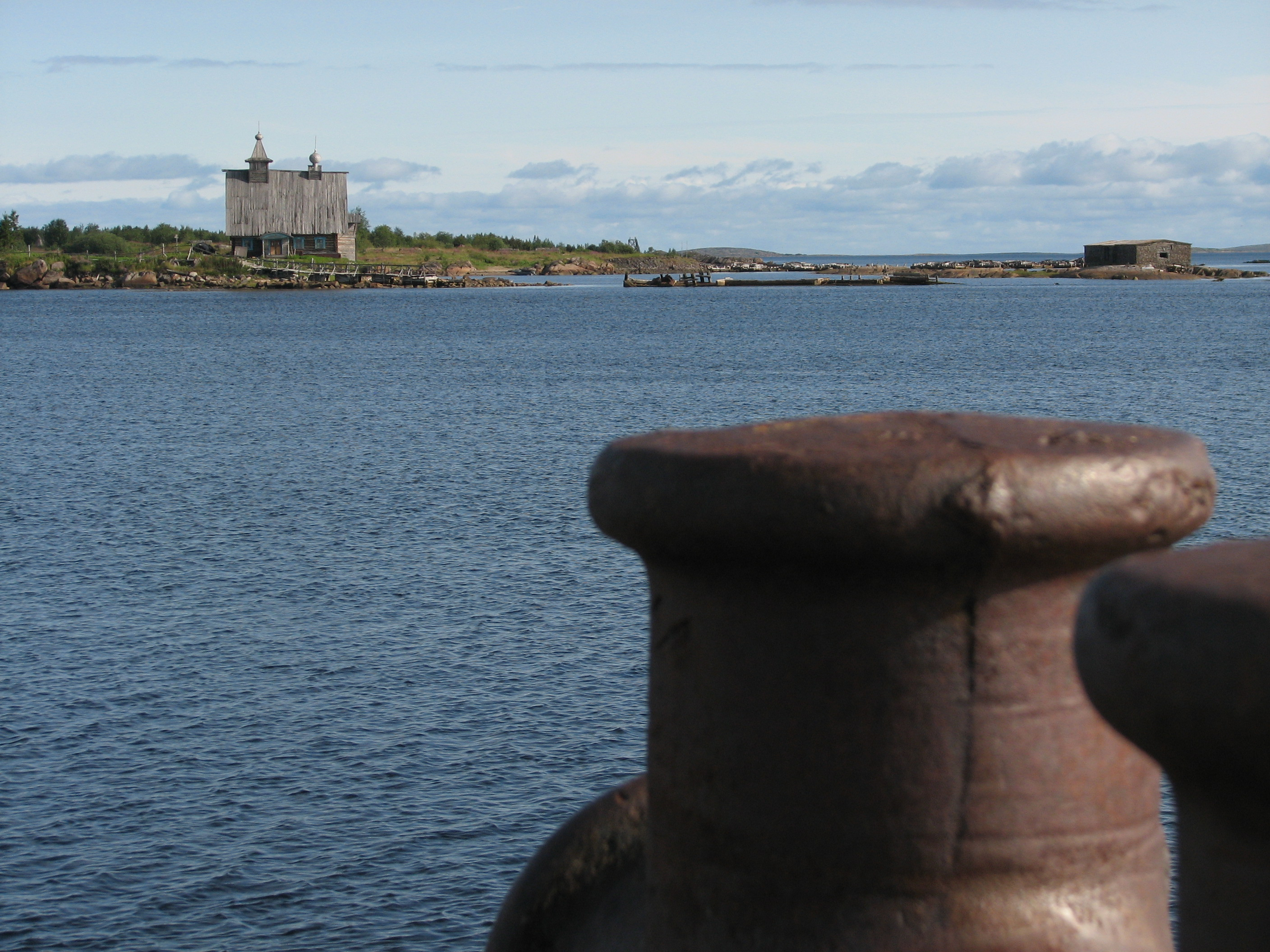
Вид з причалу
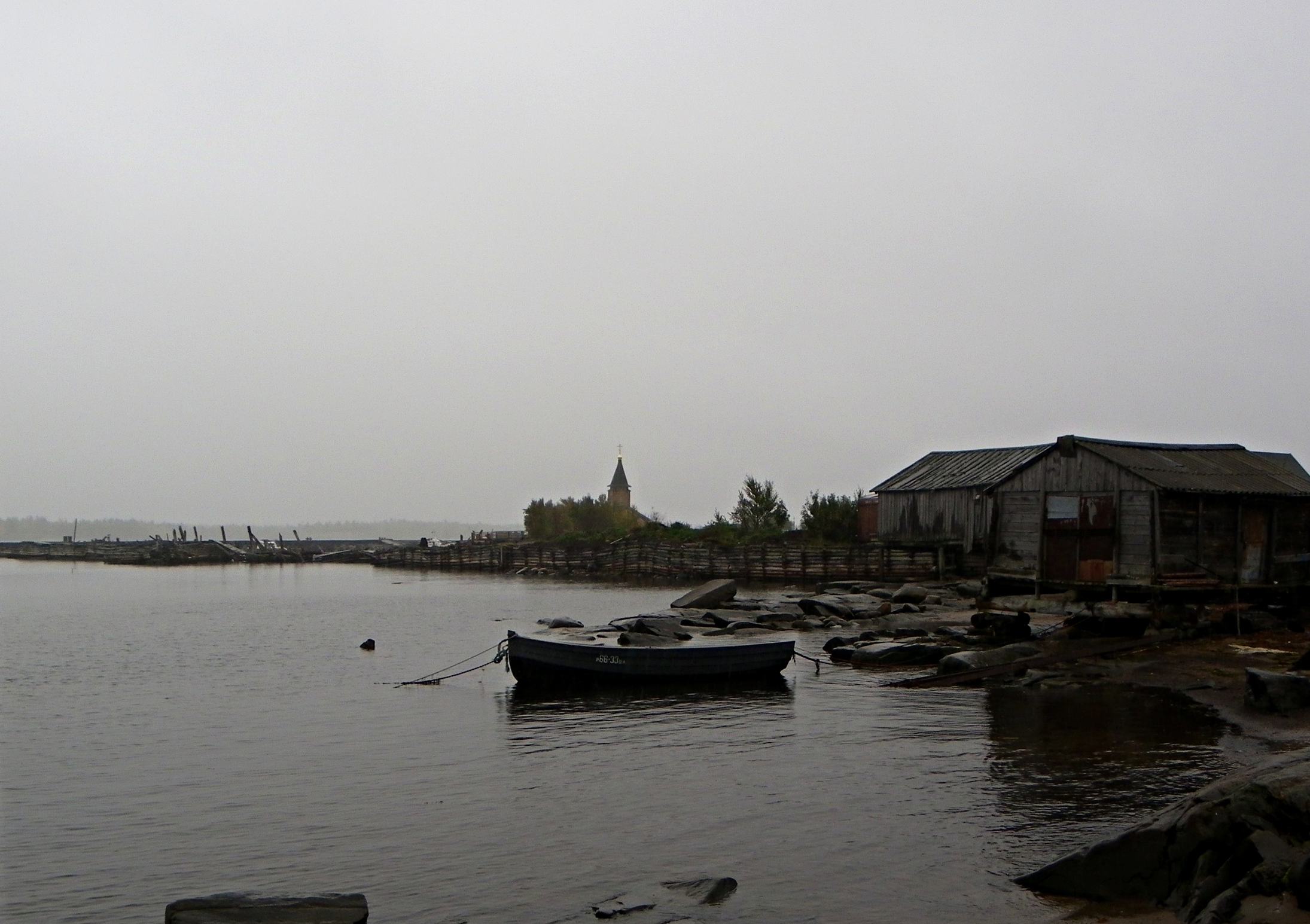
Причали порту
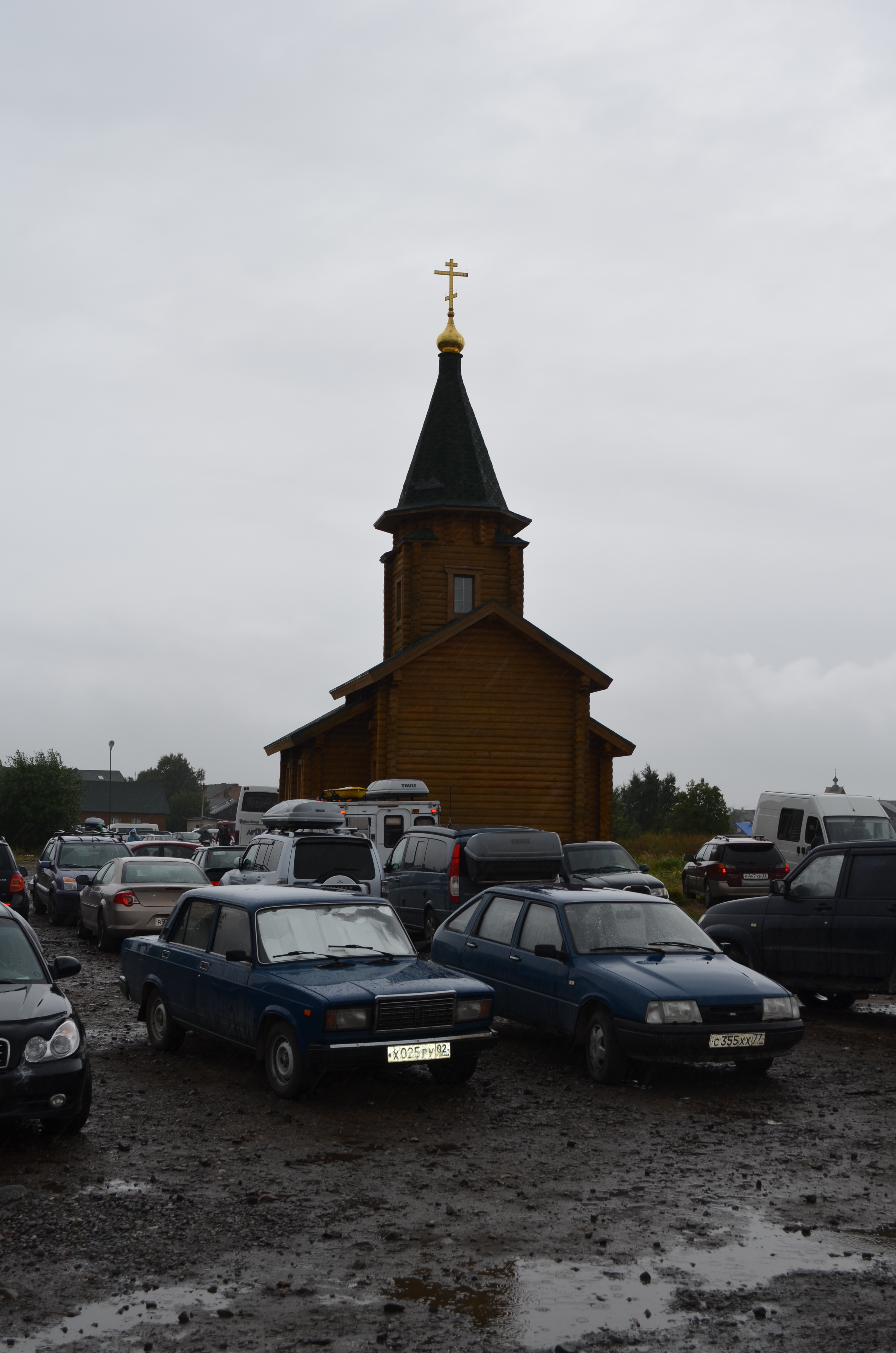
Церква в порту Кем